# 日比谷線
日比谷線（日语：／ Hibiya sen */?）是一條連結日本東京都足立區北千住站和目黑區中目黑站、由東京地下鐵營運的鐵路線。鐵道要覽內的名稱為「2號線日比谷線」。
路線名的由來為日比谷公園的日比谷。車體、路線圖與轉乘資訊使用的路線顏色為銀色，路線記號為H。

## 路線資料
- 路線距離（營業距離）：20.3公里
- 軌距：1067毫米
- 站數：22個（包括起終點站）
- 複線路段：全線
- 電氣化路段：全線（直流1500V高架電纜）
- 閉塞方式：速度制御式（新CS-ATC）
- 列車無線（日语：列車無線）方式：誘導無線（日语：誘導無線）（IR）方式
- 最高速度：80公里/小時
- 平均速度：34.3公里/小時
- 表定速度：28.3公里/小時
- 最急坡度：39‰（南千住－三之輪）
- 最小曲線半徑：126米（茅場町－人形町）
- 車輛基地：千住檢車區（日语：千住検車区）、千住檢車區竹之塚分室（日语：千住検車区竹ノ塚分室）（東武伊勢崎線內）
- 工場：鷺沼工場（日语：鷺沼車両基地#鷺沼工場）（東急田園都市線內）
- 地面路段：中目黑站附近、三之輪站附近－北千住站附近 合計2.9公里

## 沿革
- 1957年（昭和32年）
  - 5月18日：確定興建都市計劃第2號線。
  - 9月24日：日比谷線通車後將進行互相直通運行的三間公司（營團、東武、東急）達成協議。
- 1958年（昭和33年）6月10日：開始用地交涉。
- 1959年（昭和34年）5月1日：開工。
- 1960年（昭和35年）10月21日：確定2號線名稱為日比谷線。
- 1961年（昭和36年）3月28日：南千住－仲御徒町段（3.7公里）通車。3000系（日语：営団3000系電車）列車開始營運。
- 1962年（昭和37年）
  - 4月16日：實行ATO公開試運行[3]。
  - 5月31日：北千住－南千住段（2.1公里）與仲御徒町－人形町段（2.5公里）通車，開始與伊勢崎線直通運行至北越谷站。
- 1963年（昭和38年）2月28日：人形町－東銀座段（3.0公里）通車。
- 1964年（昭和39年）
  - 3月25日：霞關－惠比壽段（6.0公里）通車。
  - 7月22日：惠比壽－中目黑段（1.0公里）通車。
  - 8月29日：東銀座－霞關段（1.9公里）通車，全線通車，開始與東橫線直通運行至日吉站。
- 1966年（昭和41年）9月1日：直通至伊勢崎線列車延駛至北春日部站。開始全日6節編組運行[3]。
- 1968年（昭和43年）1月27日：神谷町站發生列車火警（日语：日本の鉄道事故 (1950年から1999年)#営団地下鉄日比谷線神谷町駅車両火災事故），自此以後鐵路車輛加強防火措施（日语：地下鉄対応車両）。
- 1970年（昭和45年）7月：引入路線顏色（日比谷線為銀色）。此前，路線圖上以紫色顯示[4]。
- 1972年（昭和47年）11月21日：廣尾站發生列車火警（日语：日本の鉄道事故 (1950年から1999年)#地下鉄日比谷線広尾駅車両火災事故）。
- 1981年（昭和56年）3月16日：直通至伊勢崎線列車延駛至東武動物公園站。
- 1988年（昭和63年）
  - 7月1日：03系列車開始營業。同年，東武20000系（日语：東武20000系電車）、東急1000系（日语：東急1000系電車）亦開始營業，三間公司皆開始以新型車輛取代舊型車輛。
  - 8月9日：伴隨東橫線日吉站的改善工程，同站南側（櫻木町方）的側線臨時拆除，直通至東橫線列車延駛至菊名站（此後，1991年11月日吉站改善工程完工後，東橫線直通列車只限中午運行至日吉站）。
- 1990年（平成2年）9月17日：03系5間樣板車開始營業。
- 1992年（平成4年）6月16日：中目黑站側線發生撞車事故（日语：日本の鉄道事故 (1950年から1999年)#営団地下鉄日比谷線中目黒駅引上線衝突事故）。
- 1994年（平成6年）7月23日：3000系車輛退役。
- 1995年（平成7年）3月20日：發生東京地鐵沙林毒氣事件，數日間停止營業。此外，此線神谷町站、霞關站、築地站、小傳馬町站等是營團地下鐵路線受影響最嚴重的。
- 1996年（平成8年）7月23日：北千住站改善工程大部分完成，日比谷線到發的1樓東武線月台分離至3樓月台（全體於1997年3月完工）。
- 1997年（平成9年）10月12日：營團地下鐵最初活動列車「夢幻特快'97」來回東橫線日吉－霞關開始運行（此外，千代田線與有樂町線同時有同樣的列車行駛）。
- 2000年（平成12年）3月8日：中目黑站附近發生脱軌事故（日比谷線中目黑站內列車脫軌撞車事故（日语：営団日比谷線中目黒駅構内列車脱線衝突事故）），導致5人死亡。是營團時代所發生的事故中唯一導致乘客死亡的事故。
- 2001年（平成13年）3月28日：伴隨伊勢崎線北千住－北越谷段的四線化工程完工與東橫線的「特急」開始運行更改時刻表。東橫線方向開通的2000年（平成12年）9月26日通車的「目黑線－南北線、三田線」開始直通運行後，日比谷線與東橫線的直通列車減少班次。
- 2003年（平成15年）
  - 3月19日：日比谷線直通往中目黑的南栗橋站始發列車設定為只限早上1班。
  - 10月18日：通車以來使用的WS-ATC切換為新CS-ATC，更改時刻表[5]。最高速度由70公里提升至80公里[6]，降低部分路段所需時間。
- 2004年（平成16年）4月1日：帝都高速度交通營團民營化，由東京地下鐵繼承。
- 2006年（平成18年）
  - 3月27日：平日7時30分至9時從北千住站開出往中目黑方向（包括伊勢崎線直通列車）引入女性專用車。直至中目黑為止，9時一併終止。
  - 9月24日：伴隨東橫線元住吉站高架化，元住吉檢車區出入庫，全列車更改由元住吉到發為武藏小杉到發。
- 2007年（平成19年）8月23日：東橫線更改時刻表，因應2008年6月22日的目黑線延伸工程，日吉站2、3號月台暫時停用，中午日吉到發改為菊名到發。東橫線直通列車全日直通運行至菊名。
- 2011年（平成23年）
  - 3月14日：受同月11日發生的東日本大地震導致發電廠停運，電力供應緊迫影響，東京電力公司實行輪流停電（計劃停電）（日语：輪番停電）。此線與伊勢崎線、東橫線停止互相直通運行。
  - 3月28日：與伊勢崎線全面恢復互相直通運行。
  - 4月25日：與東橫線恢復平日早晚繁忙時間的直通運行。
  - 9月10日：與東橫線全面恢復互相直通運行。
- 2013年（平成25年）3月16日：東橫線與副都心線開始直通運行，東橫線與日比谷線的互相直通運行終止，此線只運行至中目黑站[7][8]。同時，東武線的互相直通運行路段延長至日光線南栗橋站[9][10]。秋葉原站與都營地下鐵新宿線岩本町站獲指定為轉乘站[11]。
- 2017年（平成29年）
  - 3月25日：新型車輛20米級4門車7節編組13000系列車開始投入服務[12][13][14]。
  - 7月7日：東武鐵道新型車輛70000系7節編組列車開始投入服務[15]。
- 2018年（平成30年）
  - 1月29日：日間時間的兩班13000系列車試行在車內播放背景音樂[16]。
  - 3月17日：人形町站與半藏門線的水天宮前站獲指定為轉乘站，築地站與有樂町線新富町站獲指定為轉乘站[17]。
- 2020年（令和2年）
  - 2月28日：03系列車退役[18]。
  - 3月27日：18米車停止運行[19]。
  - 3月28日：統一為20米車的同時自動列車運行裝置開始使用[19]。
  - 6月6日：
    - 神谷町站－霞關站間的虎之門Hills站開業[20]。開業的同時與銀座線虎之門站開始轉乘業務[20][21]。
    - 銀座站與有樂町線銀座一丁目站開始轉乘業務[21]。
    - 收費座席指定列車「TH Liner」開始運行[22][23]。

## 運行形態

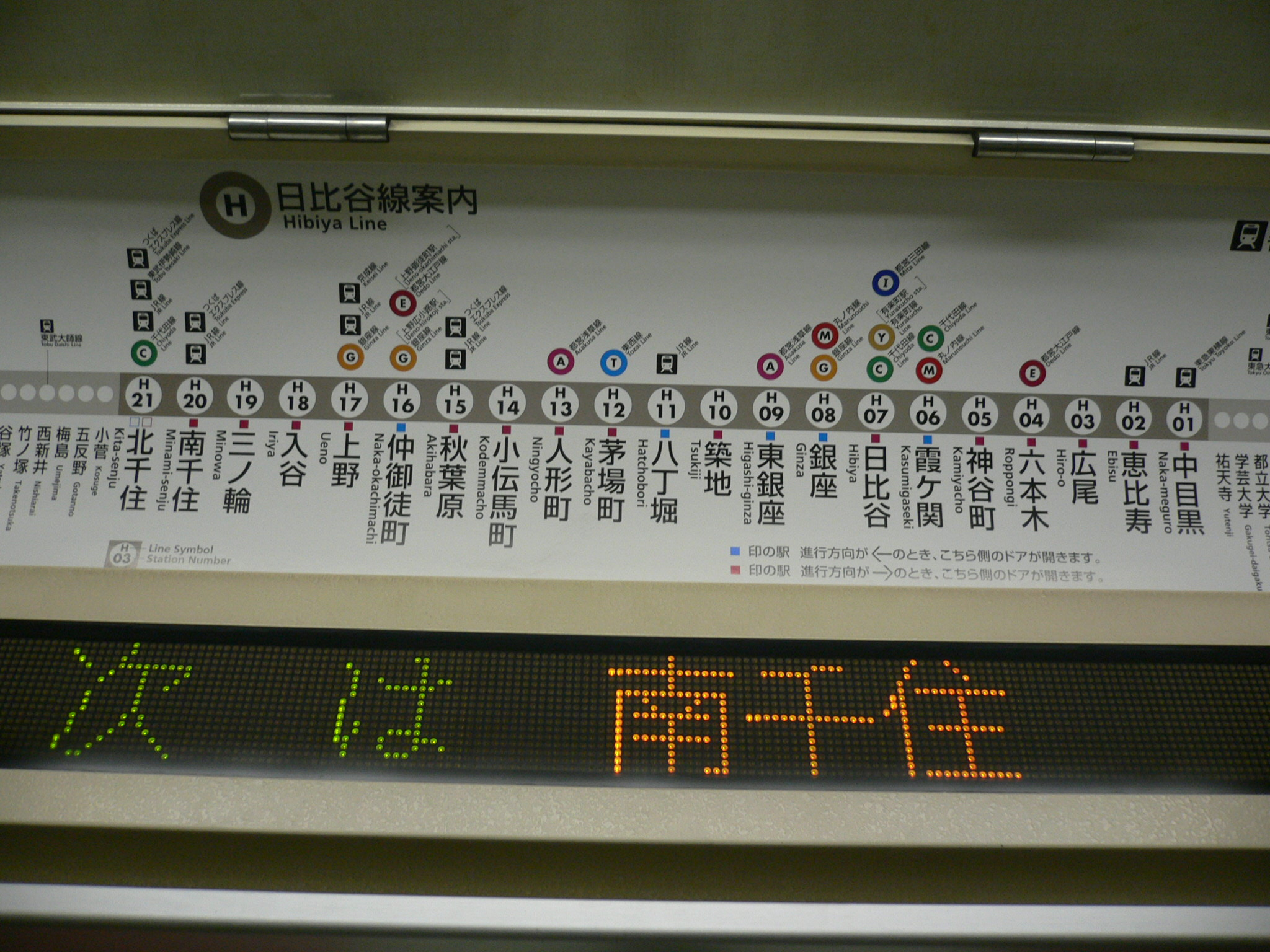
列車門上方顯示的下一站導覽與路線導覽（03系，2013年3月15日以前）

定期列車的大半為各站停車，平日、周末假日另有早上上行方向2班、黃方至夜間下行方向5班使用東武70090型的收費指定席列車「TH Liner」運行。北千住站－中目黑站間所需時間為43分鐘（表定速度為28.3km/h）。平日早晚繁忙時段約每2分鐘1班，日間時段每5分鐘1班的高密度運行。大半的列車運行全線，但有一部分時段以南千住站始發終到的列車，東武線起與北千住開往霞關、六本木的列車，以及中目黑開出的末班車和前一班車往廣尾的列車。

### 直通運行
日比谷線的終點站是北千住站，但實施與東武伊勢崎線（東武晴空塔線）直通運行至日光線南栗橋站。另外「TH Liner」只限與伊勢崎線東武動物公園站－久喜站間直通運行。
日間時段，10分鐘內就有線內列車與東武伊勢崎線直通列車交替運行。東武伊勢崎線直通列車在1小時內以東武動物公園站到發列車有4班，以南栗橋站到發列車有2班。
2003年3月19日設定除早上南栗橋開出的上行1班以外，一直都只直通運行至東武動物公園站，2013年3月16日起直通運行路段延長至南栗橋站。日間上下行線都有與草加站與千間台站接續的急行（途經半藏門線直通東急田園都市線），南栗橋到發列車接續東武動物公園站久喜站到發的急行。
日間竹之塚站－東武動物公園站間的普通列車全數直通日比谷線。早晚還有以途中的竹之塚站、北越谷站、北春日部站始發終到的列車運行。直通路段的營業距離為44.3km（當中日光線為10.4km）。直至2013年3月16日時刻表改正前，日間時段的東武伊勢崎線直通列車採用北越谷站到發與東武動物公園站到發交替運行。2003年3月19日半藏門線與東武伊勢崎線開始互相直通運行前，設定比現在多2班東武伊勢崎線直通列車，但與準急接續的車站並不統一。

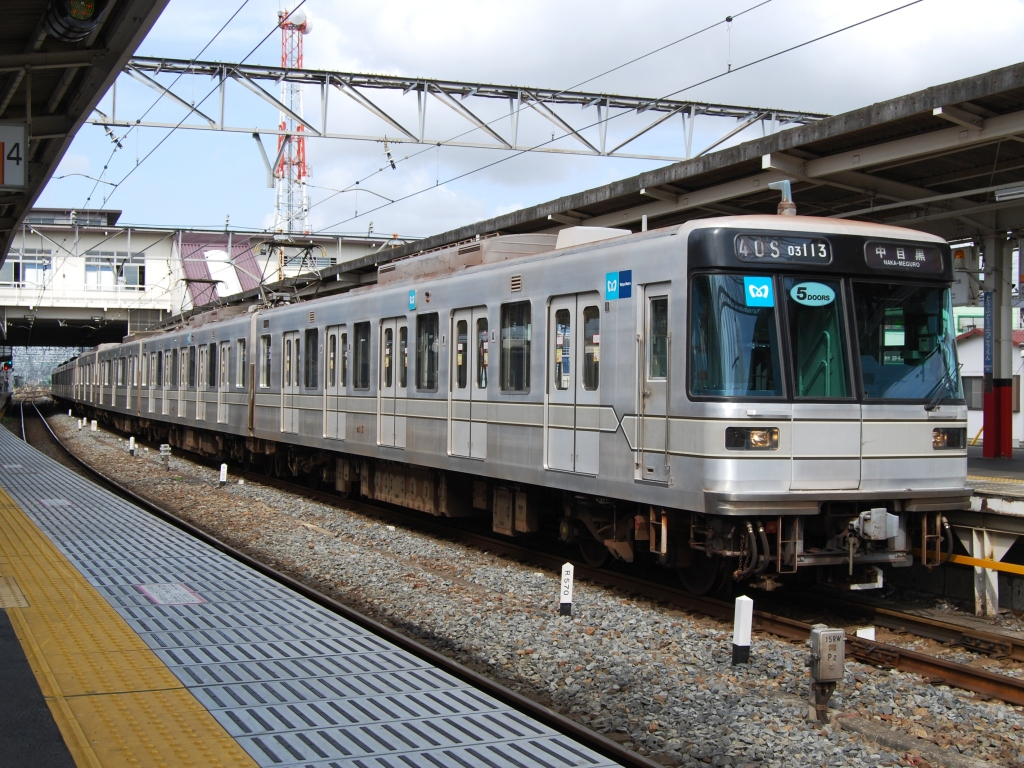
東武動物公園站等待開車往中目黑
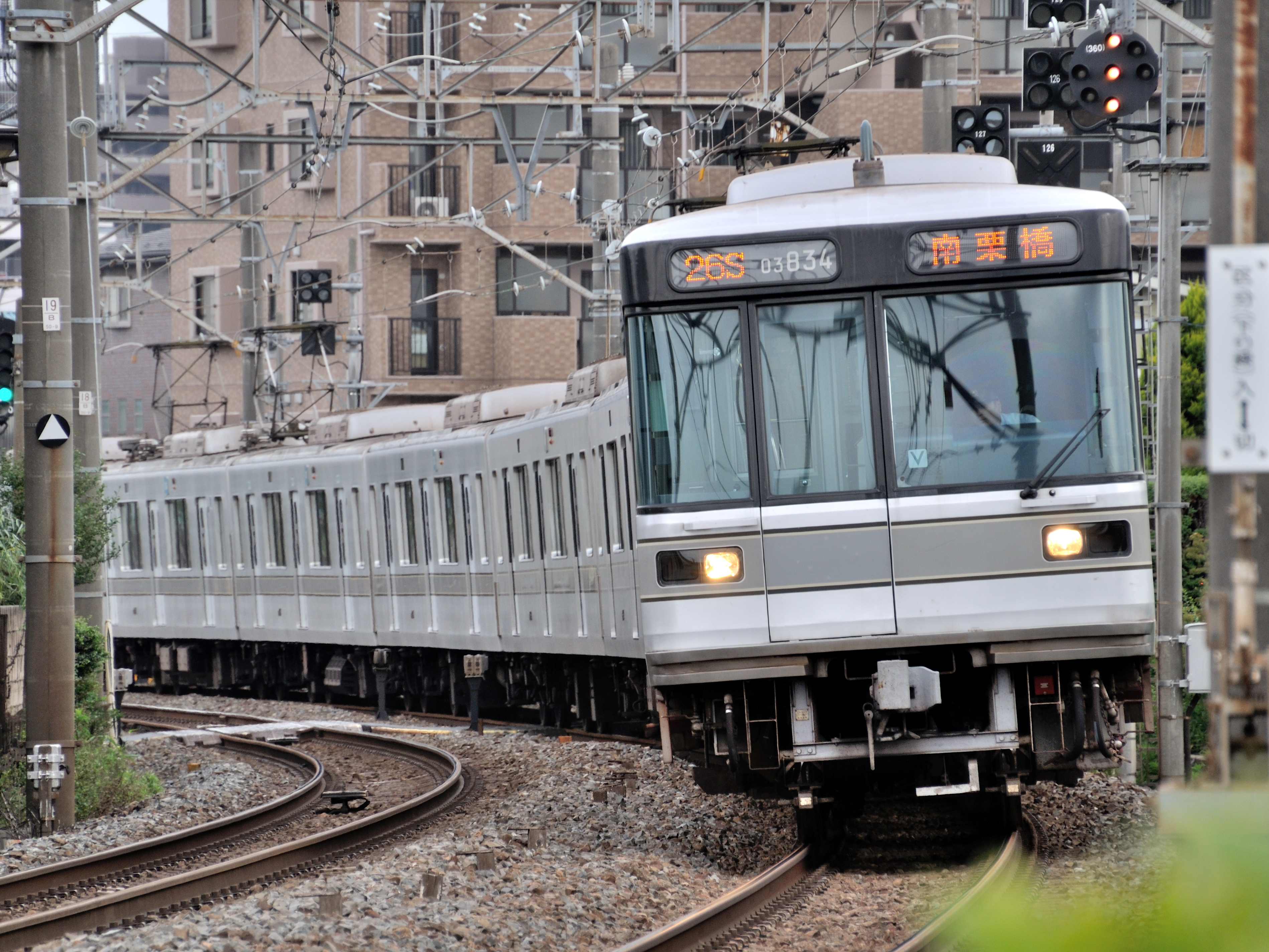
東京都內起向北約40km。直通至埼玉縣的南栗橋站。

東京地下鐵車輛（13000系）的車輛基地位於南千住站相鄰的千住檢車區與東武伊勢崎線內竹之塚站相鄰的千住檢車區竹之塚分室（但是全般檢查、重要部分檢查如定期檢查與半藏門線所屬車輛一同由鷺沼工場進行）。竹之塚的車輛基地曾經由營團繼承東武鐵道西新井車庫。2013年3月16日改正時刻表起，自身車輛2班夜間停泊東武的南栗橋車輛管區春日部支所，東武車2班停泊千住檢車區組成「外泊運用」。
東武車的車次編號的末尾為T、自身車為S。東武車的車次編號為01T－37T的奇數，自身車為02S－72S的偶數與61S、63S及65S。（不過東武車也有在地鐵內的車次編號末尾為S的情況〈截至2017年7月30日602S等〉）
另外在2013年3月15日前，另一端的終點站中目黑站可直通運行至東急東橫線菊名站，東急東橫線與副都心線互相直通運行開始的翌日3月16日起，停止運行與東急東橫線的直通列車。由於門數與車輛長度與副都心線及東橫線標準的車輛不同，妨礙了東橫線設置月台閘門，同時東橫線超過了運輸規模容量，東橫線同時直通副都心線與日比谷線的問題較多。另外，現在的新型車輛門數與車輛長度與副都心線及東橫線標準的車輛相同，雖然東橫線與副都心線和日比谷線直通列車共存更容易，但根據2016年車輛公開時的取材，東京地下鐵相關人士仍指「沒有特定（直通運行）的計劃」。
曾經直通東急東橫線內的路段營業距離為16.6km。早上與黃昏每10分鐘至15分鐘1班列車在武藏小杉站或菊名站到發，日間每30分鐘1班列車在菊名站到發，並在中途站的元住吉站待避特急通過。直通列車在東橫特急開始運行前在日間每15分鐘1班，2001年3月28日東橫特急開始運行的同時改為日間每30分1班，班次縮減，同時根據東急1000系電力動車組設定在日比谷線內折返列車（往中目黑）。取代這一班次縮減的是在中目黑站與東急東橫線轉乘。2003年3月19日以後所有列車都在中目黑站停靠，以方便轉乘。
儘管沒有3間公司互相直通的情況，但東京地下鐵車輛可以採用「菊名站→北千住站→中目黑站→東武動物公園站」的方式在一日之間直通東急東橫線、東武伊勢崎線兩個方向。
與東急東橫線的互相直通運行結束後，日比谷線所屬車輛的定期檢査由東急田園都市線鷺沼站相鄰的東京地下鐵鷺沼工場進行，途經東急線（東橫線、目黑線、大井町線、田園都市線）回廠。
東急車的車次編號末尾為K，車次編號設定為81K－85K。

### 臨時列車
黃金週與聖誕節等日子，有超過菊名站直通橫濱高速鐵道港未來線的元町·中華街站的臨時列車「港未來號」運行。此臨時列車在日比谷線內作為急行列車運行，中途的停靠站為上野站、仲御徒町站、秋葉原站、人形町站、茅場町站、八丁堀站、東銀座站、銀座站、日比谷站、霞關站、六本木站、惠比壽站。2007年4月21日起港未來號改為在日比谷線內各站停車。車輛使用東急1000系。
日比谷線的臨時急行列車在2003年12月有「東京Millenario號」作為急行運行（停靠站與港未來號相同），當時車輛使用日比谷線03系車輛。

## 使用車輛

### 自社車輛

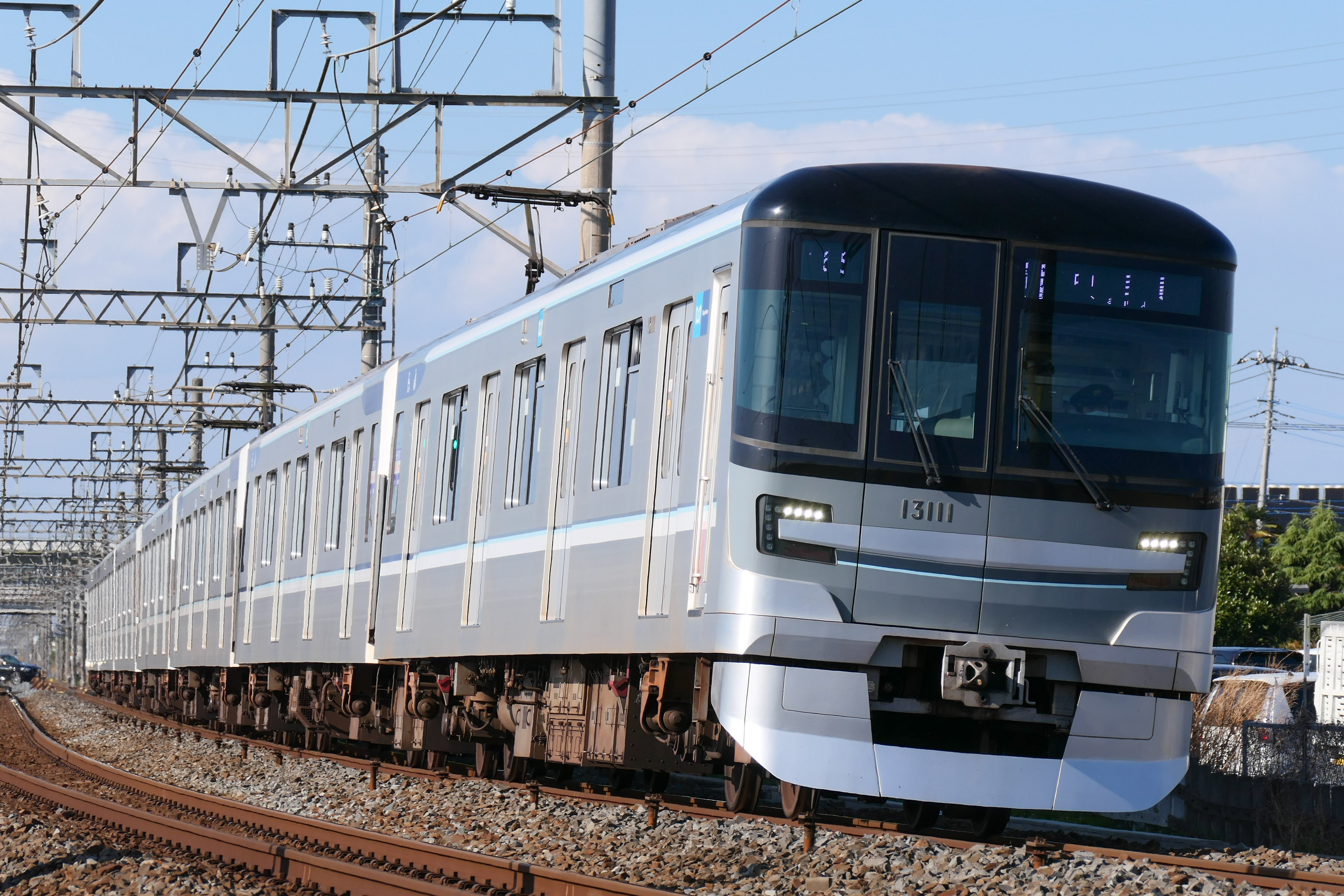
13000系

- 13000系

### 直通車輛
- 東武鐵道
  - 70000系
  - 70090型

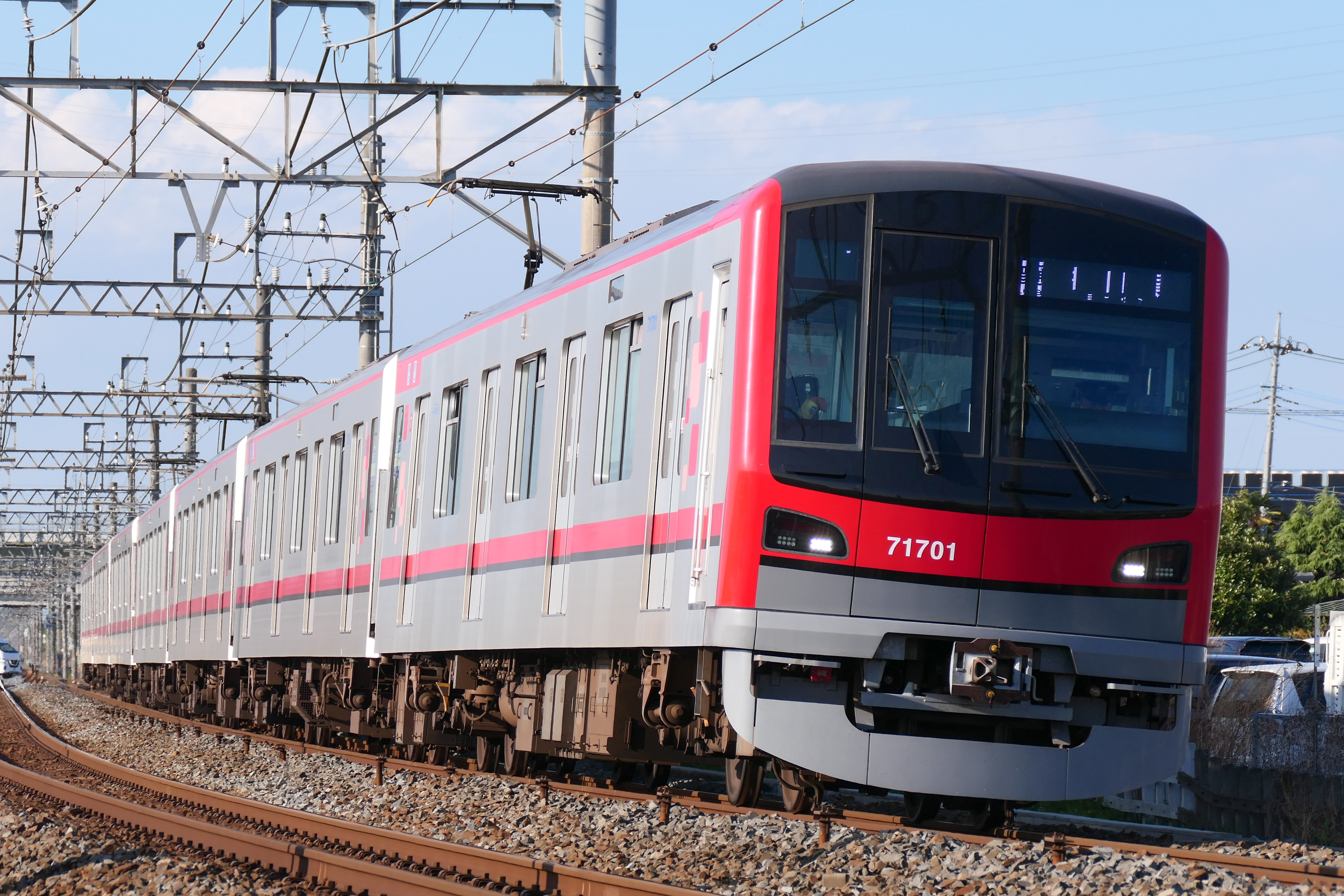
東武70000系
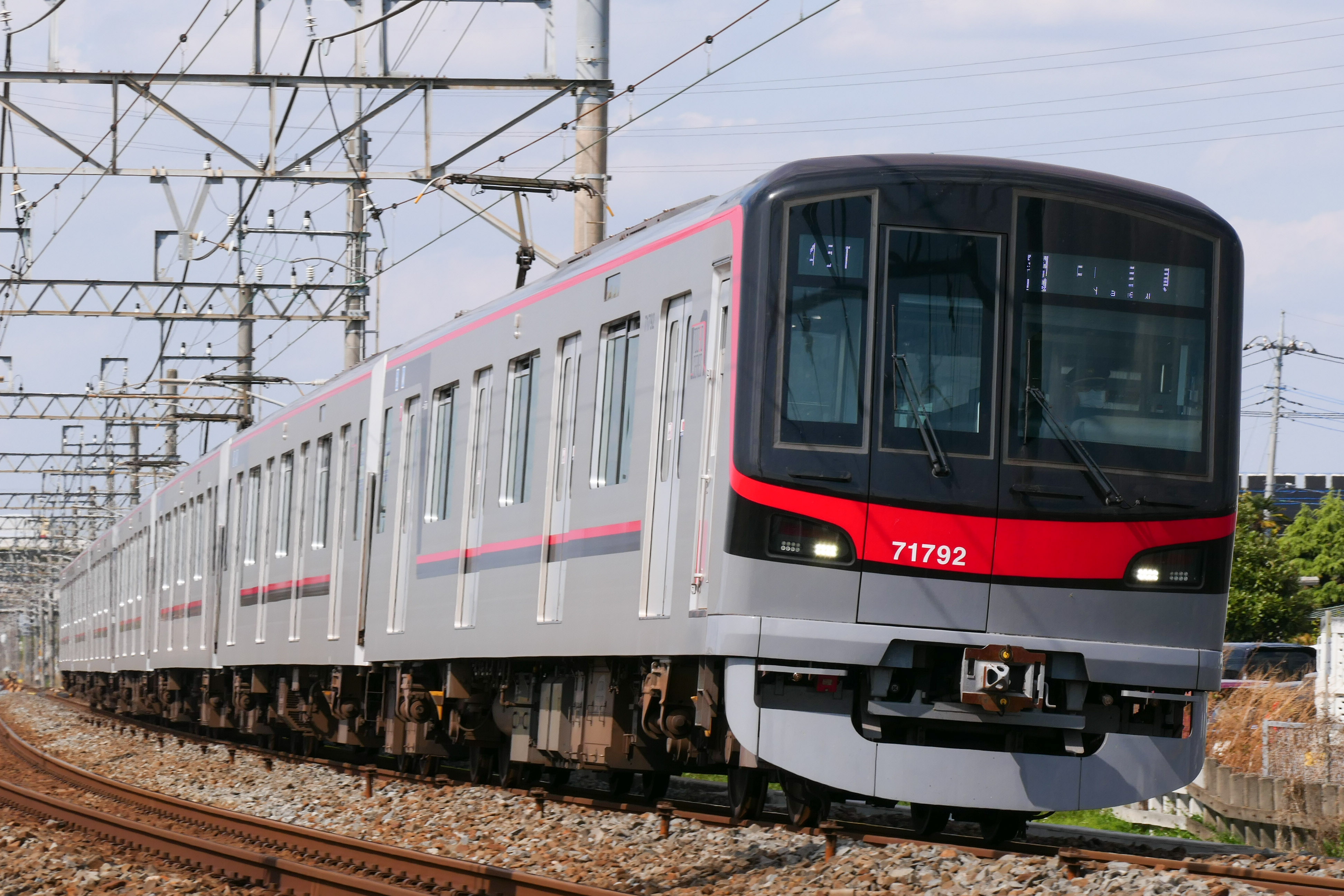
東武70090型

### 過去使用車輛
- 營團3000系（日语：営団3000系電車）（1961年3月28日 - 1994年7月23日）
- 03系（1988年7月1日 - 2020年2月28日[18]）

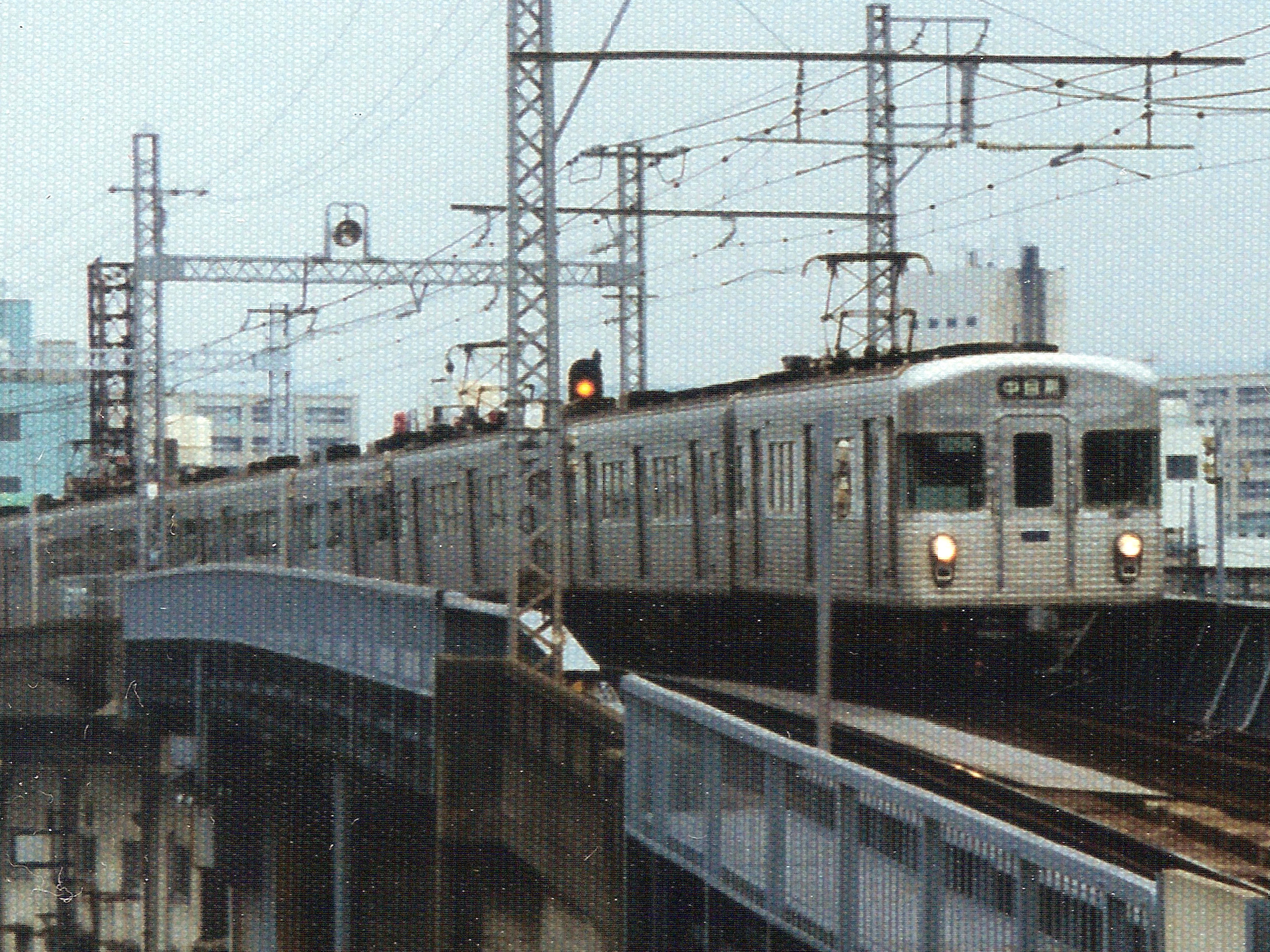
營團3000系
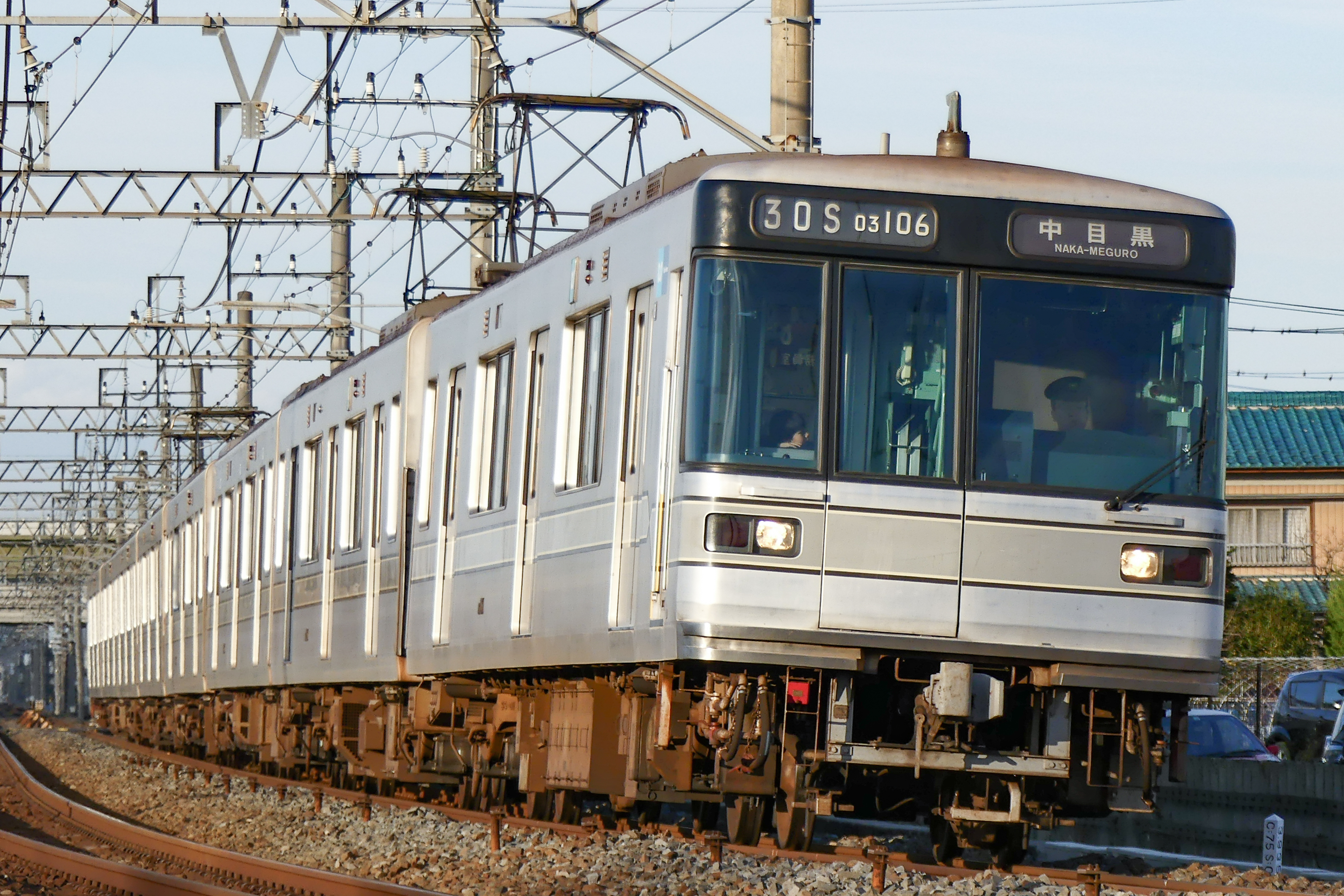
營團03系

### 過去直通車輛
- 東武鐵道
  - 東武2000系（日语：東武2000系電車）（1962年5月31日 - 1993年8月1日[25]）
  - 東武20000型、20050型（日语：東武20000系電車）（1988年3月25日 - 2020年3月27日[19]）
  - 東武20070型（日语：東武20000系電車）（1997年3月25日 - 2018年3月7日[26]）

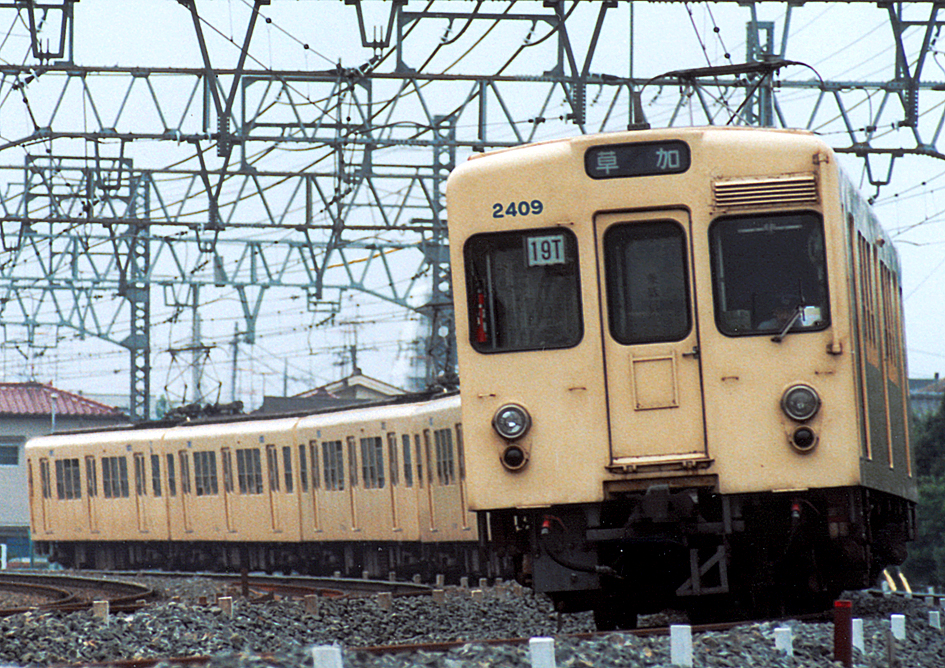
東武2000系
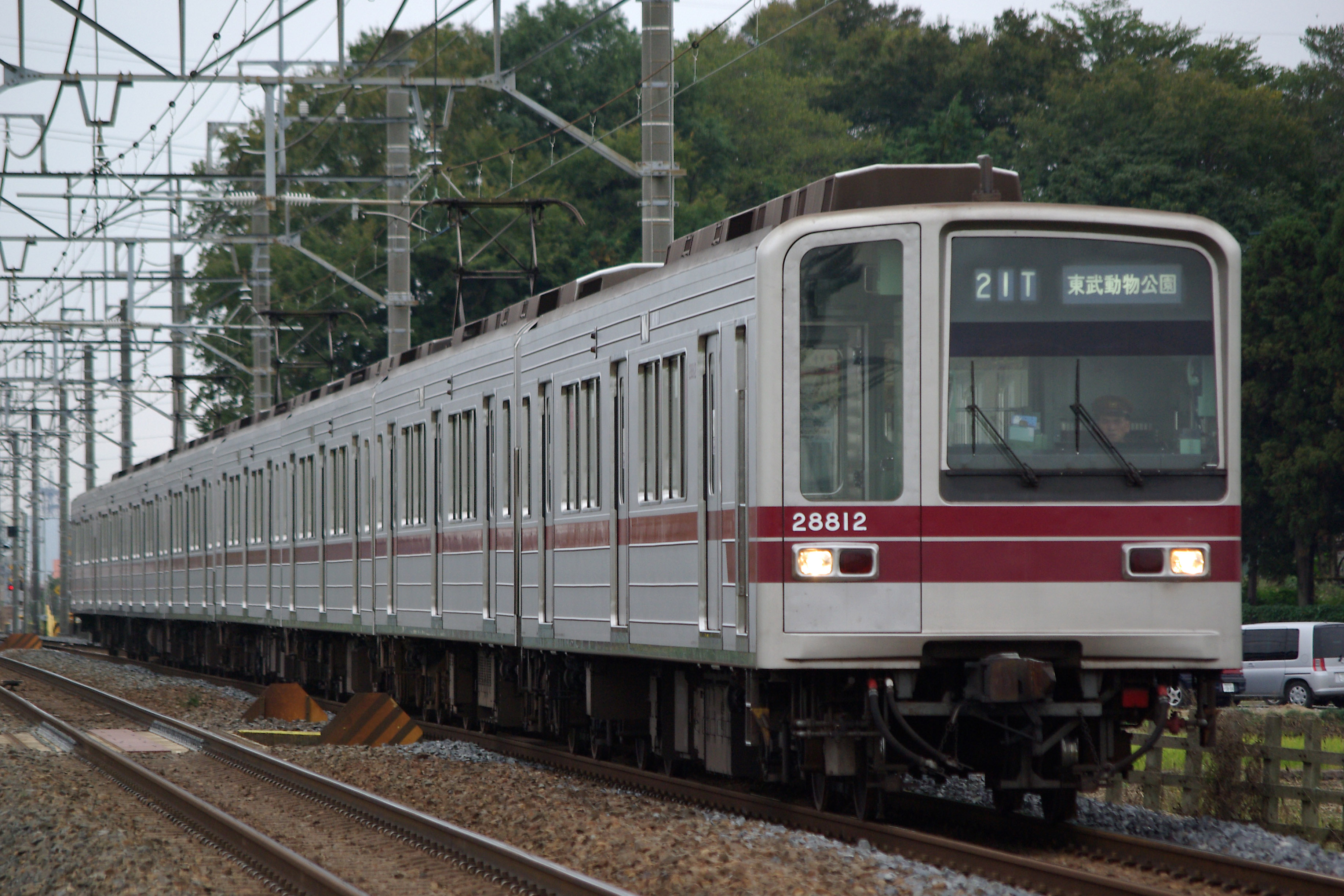
東武20000型
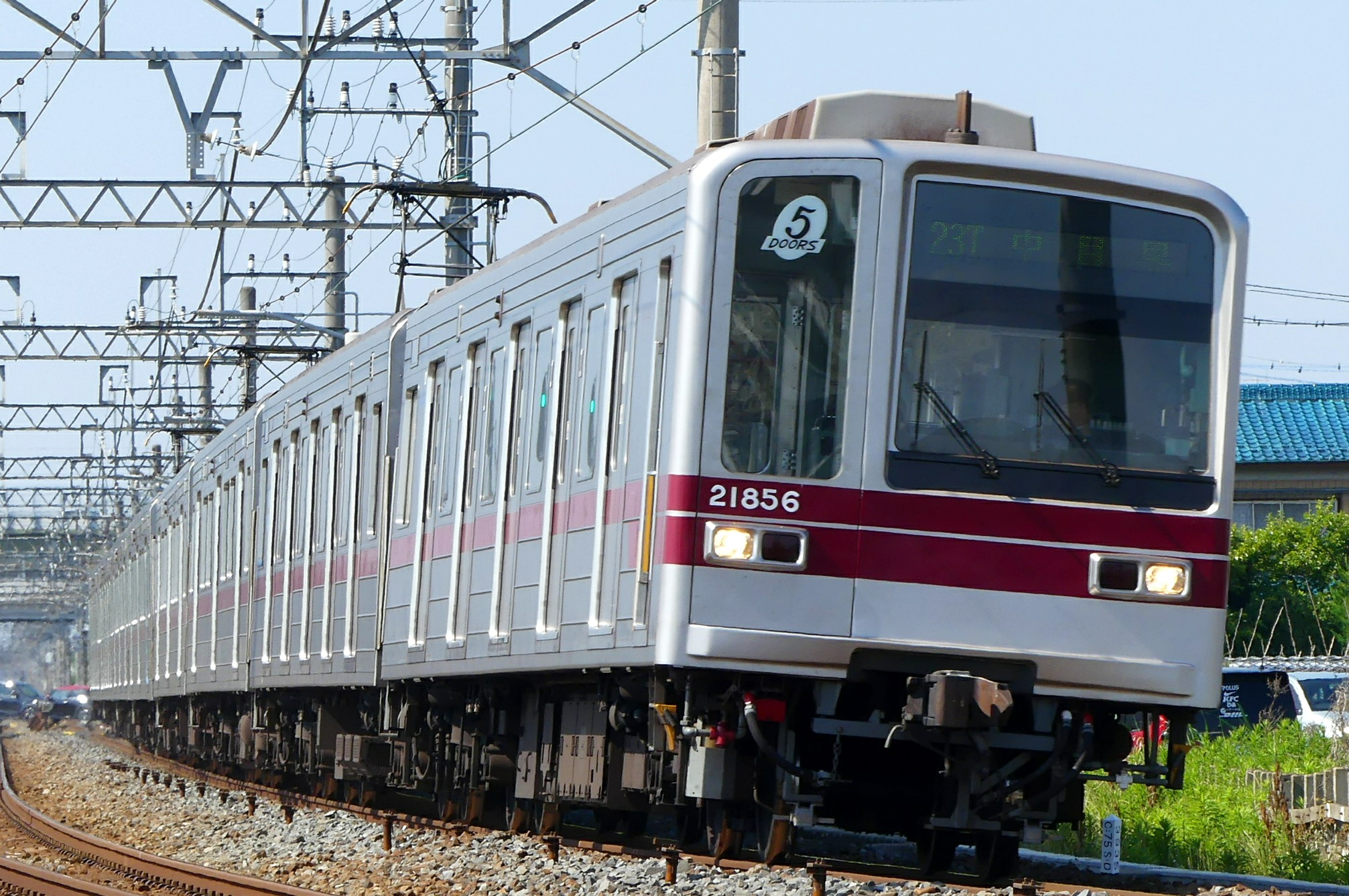
東武20050型
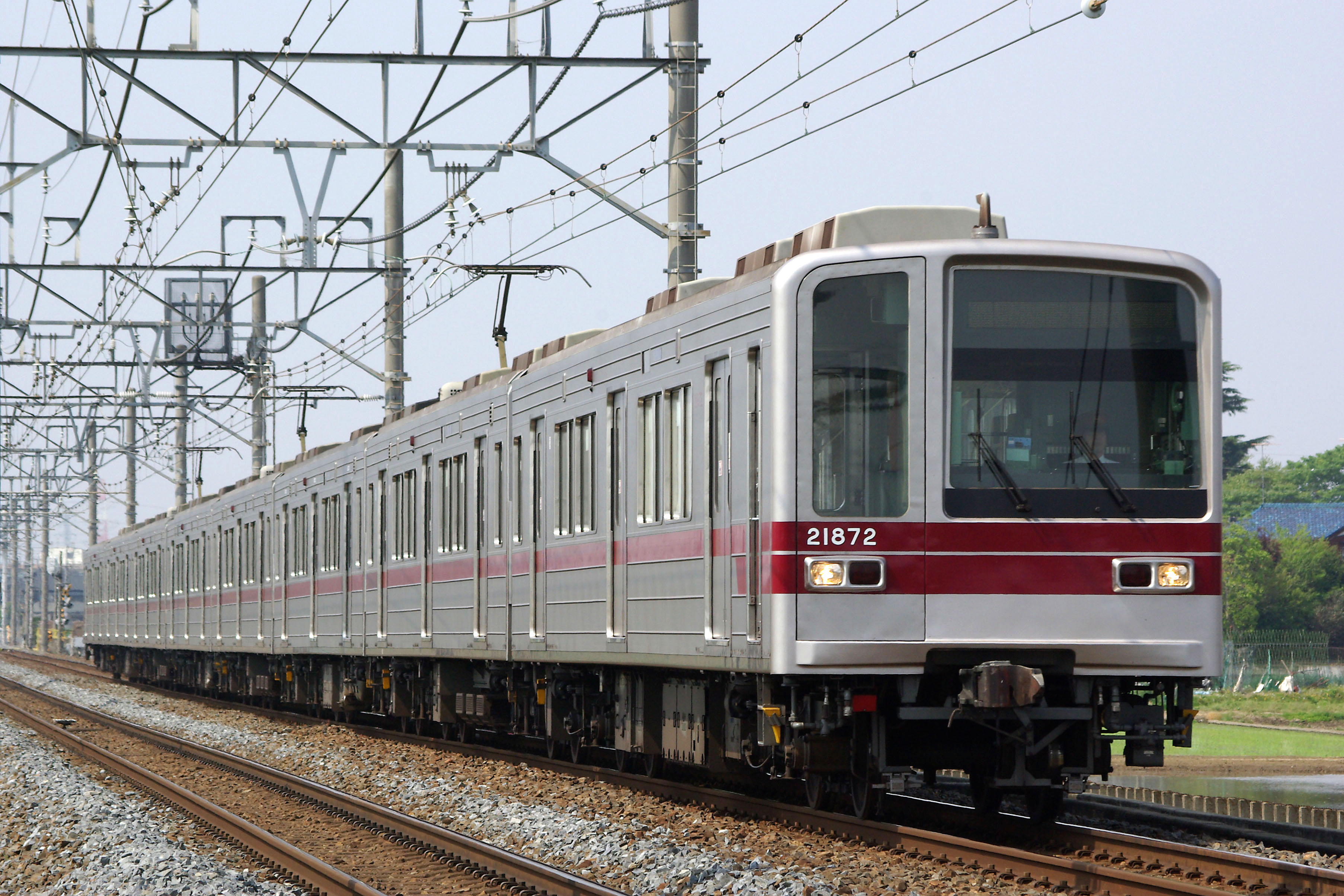
東武20070型

- 東急電鐵
  - 東急7000系（初代）（日语：東急7000系電車 (初代)）（1964年8月29日 - 1991年6月3日）
  - 東急1000系（日语：東急1000系電車）（1988年12月26日 - 2013年3月15日）

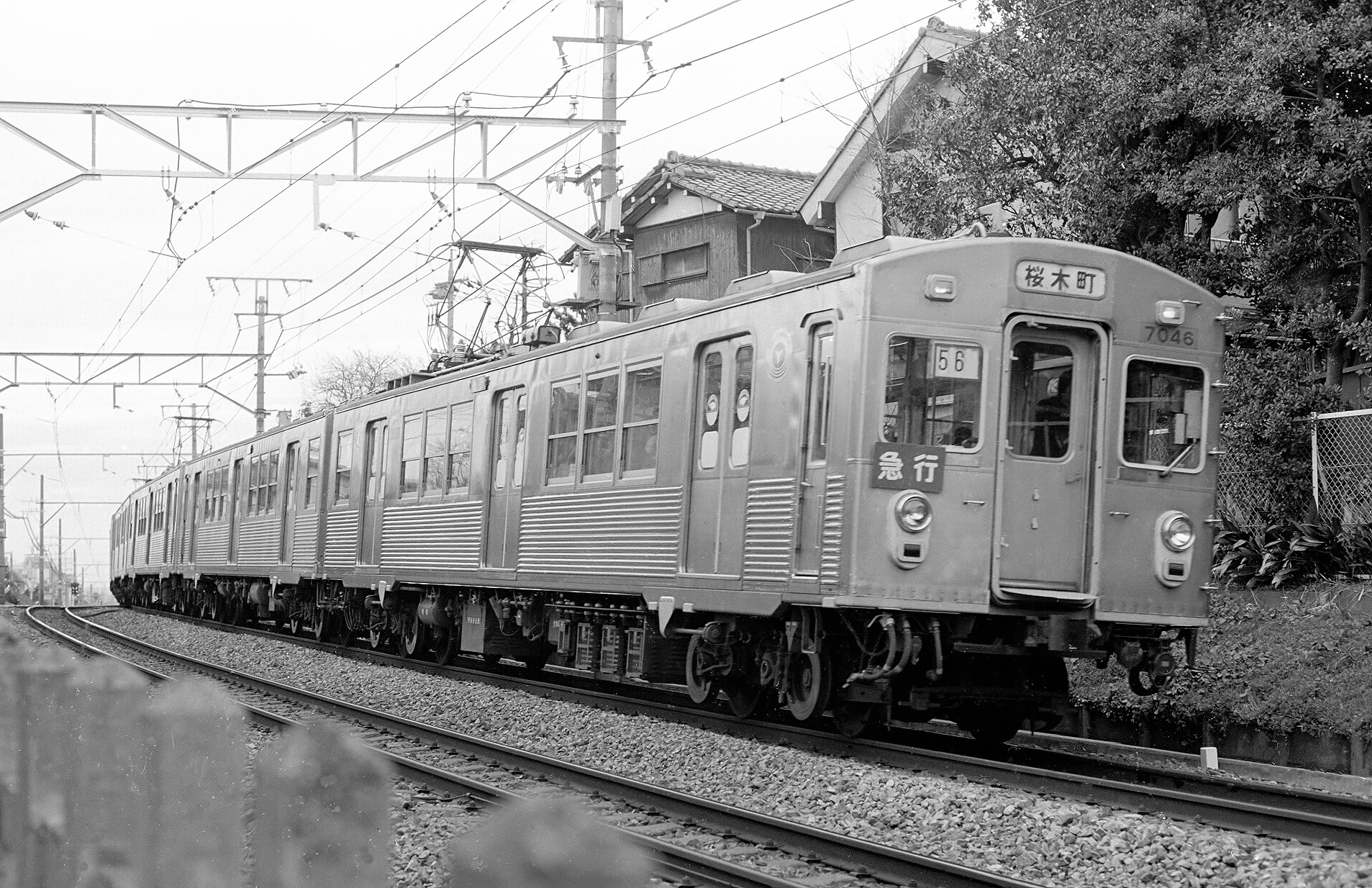
東急7000系
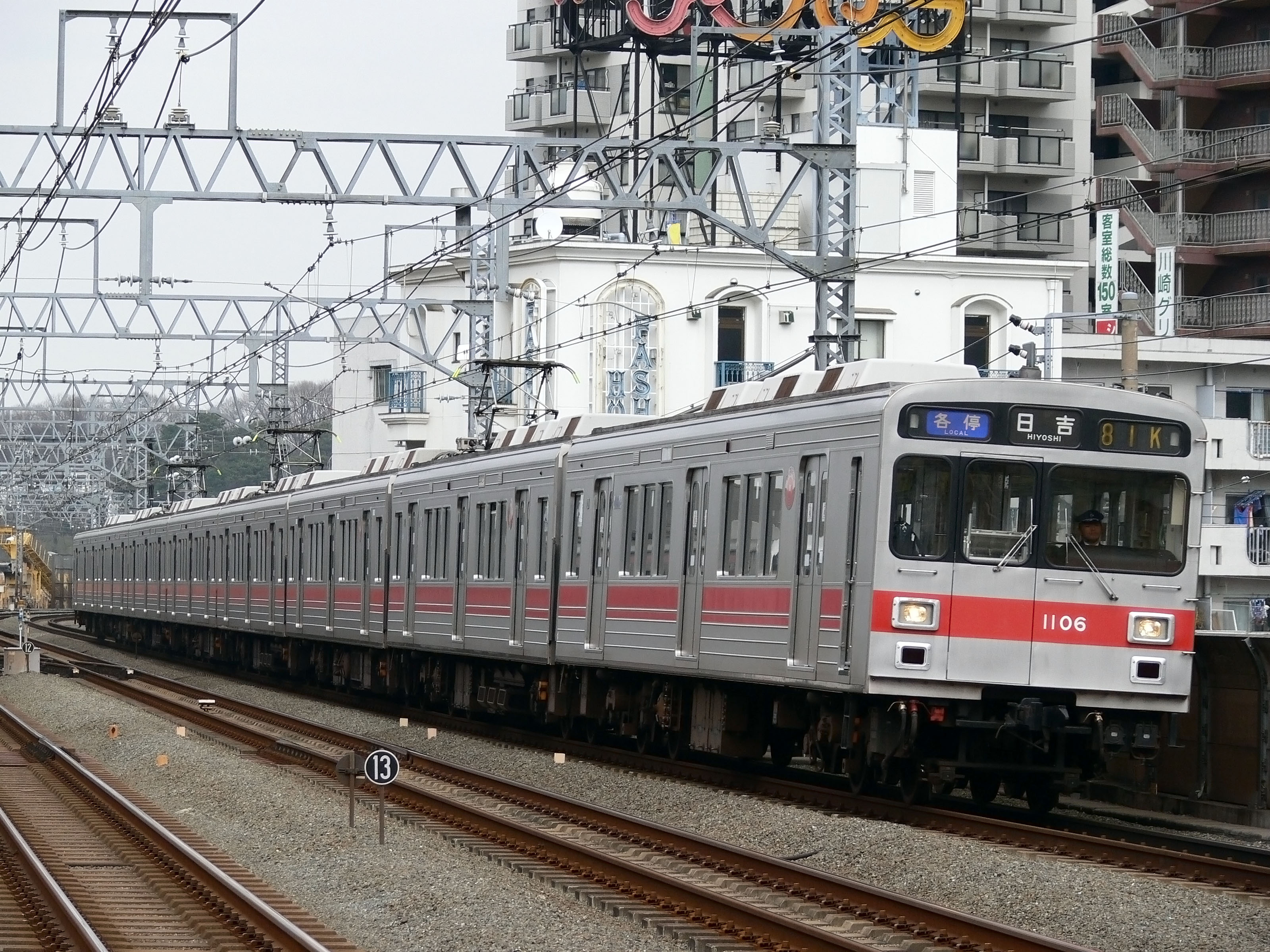
東急1000系

## 利用狀況
2019年度最擁擠路段（A線三之輪 → 入谷間）的擁擠率為158%。
全線開業年度以後的輸送實績如下表。表中最高值為紅色，最高值紀錄年度以後的最低值為藍色，最高值紀錄年度以前最低值為綠色。
| 年度               | 最擁擠路段輸送實績 | 最擁擠路段輸送實績 | 最擁擠路段輸送實績 | 最擁擠路段輸送實績 | 特記事項                                 |
| 年度               | 運行班次：班       | 輸送力：人         | 輸送量：人         | 擁擠率：%          | 特記事項                                 |
| ------------------ | ------------------ | ------------------ | ------------------ | ------------------ | ---------------------------------------- |
| 1964年（昭和39年） | 20                 | 14,784             | 27,890             | 196                | 最擁擠路段為入谷 → 上野間                |
| 1965年（昭和40年） | 20                 | 14,784             | 33,119             | 224                |                                          |
| 1966年（昭和41年） | 24                 | 18,048             | 37,173             | 206                | 9月1日所有列車改為18米車6節編組          |
| 1967年（昭和42年） | 24                 | 18,048             | 44,980             | 249                |                                          |
| 1968年（昭和43年） | 26                 | 19,552             | 44,897             | 230                |                                          |
| 1969年（昭和44年） | 26                 | 19,552             | 46,424             | 237                | 12月20日千代田線北千住－大手町間開業     |
| 1970年（昭和45年） | 26                 | 19,552             | 47,523             | 243                | 1971年3月20日千代田線大手町－霞關間開業  |
| 1971年（昭和46年） | 26                 | 26,208             | 48,977             | 187                | 5月31日所有列車改為18米車8節編組         |
| 1972年（昭和47年） | 26                 | 26,208             | 52,273             | 199                |                                          |
| 1973年（昭和48年） | 26                 | 26,208             | 54,310             | 207                |                                          |
| 1974年（昭和49年） | 26                 | 26,208             | 56,280             | 215                |                                          |
| 1975年（昭和50年） | 26                 | 26,208             | 58,816             | 224                |                                          |
| 1976年（昭和51年） | 26                 | 26,208             | 58,706             | 224                |                                          |
| 1977年（昭和52年） | 26                 | 26,208             | 58,574             | 223                |                                          |
| 1978年（昭和53年） | 26                 | 26,208             | 56,860             | 217                |                                          |
| 1979年（昭和54年） | 26                 | 26,208             | 58,494             | 223                |                                          |
| 1980年（昭和55年） | 27                 | 27,216             | 60,760             | 223                | 最擁擠路段變為三之輪 → 入谷間            |
| 1981年（昭和56年） | 27                 | 27,216             | 59,195             | 218                |                                          |
| 1982年（昭和57年） | 27                 | 27,216             | 60,967             | 224                |                                          |
| 1983年（昭和58年） | 27                 | 27,216             | 61,112             | 225                |                                          |
| 1984年（昭和59年） | 27                 | 27,216             | 61,350             | 225                |                                          |
| 1985年（昭和60年） | 27                 | 27,216             | 62,850             | 231                |                                          |
| 1986年（昭和61年） | 27                 | 27,216             | 62,479             | 230                |                                          |
| 1987年（昭和62年） | 27                 | 27,216             | 62,178             | 228                |                                          |
| 1988年（昭和63年） | 28                 | 28,224             | 58,976             | 209                | 11月21日東武伊勢崎線引入淺草倒車乘車制度 |
| 1989年（平成元年） | 28                 | 28,224             | 60,678             | 215                |                                          |
| 1990年（平成02年） | 28                 | 28,224             | 59,417             | 211                | 9月25日東武伊勢崎線引入押上倒車乘車制度  |
| 1991年（平成03年） | 28                 | 28,224             | 55,931             | 198                |                                          |
| 1992年（平成04年） | 28                 | 28,224             | 57,205             | 203                |                                          |
| 1993年（平成05年） | 28                 | 28,224             | 56,247             | 199                |                                          |
| 1994年（平成06年） | 28                 | 28,224             | 54,506             | 193                |                                          |
| 1995年（平成07年） | 28                 | 28,224             | 52,469             | 186                |                                          |
| 1996年（平成08年） | 28                 | 28,224             | 51,296             | 182                | 1997年3月31日淺草、押上倒車乘車制度廢除  |
| 1997年（平成09年） | 28                 | 28,224             | 50,680             | 180                |                                          |
| 1998年（平成10年） | 28                 | 28,224             | 49,939             | 177                |                                          |
| 1999年（平成11年） | 28                 | 28,224             | 49,152             | 174                |                                          |
| 2000年（平成12年） | 28                 | 28,224             | 48,731             | 173                |                                          |
| 2001年（平成13年） | 28                 | 28,224             |                    | 174                |                                          |
| 2002年（平成14年） | 28                 | 28,224             | 48,485             | 172                | 2003年3月19日半藏門線押上延伸開業        |
| 2003年（平成15年） | 28                 | 28,224             | 47,216             | 167                |                                          |
| 2004年（平成16年） | 28                 | 28,224             |                    | 165                |                                          |
| 2005年（平成17年） | 28                 | 28,224             |                    | 163                | 2005年8月24日筑波快線開業                |
| 2006年（平成18年） | 28                 | 28,224             |                    | 162                |                                          |
| 2007年（平成19年） | 28                 | 28,224             | 46,270             | 164                |                                          |
| 2008年（平成20年） | 28                 | 28,224             | 44,865             | 159                |                                          |
| 2009年（平成21年） | 28                 | 28,224             | 43,925             | 156                |                                          |
| 2010年（平成22年） | 28                 | 28,224             | 43,328             | 154                |                                          |
| 2011年（平成23年） | 28                 | 28,224             | 43,100             | 153                |                                          |
| 2012年（平成24年） | 28                 | 28,224             | 43,887             | 155                |                                          |
| 2013年（平成25年） | 28                 | 28,224             | 43,185             | 153                |                                          |
| 2014年（平成26年） | 28                 | 28,224             | 44,879             | 159                | 2015年3月14日上野東京線開業              |
| 2015年（平成27年） | 28                 | 28,224             | 43,110             | 153                |                                          |
| 2016年（平成28年） | 28                 | 28,224             | 43,648             | 155                | 2017年3月25日20米車7節編組開始運行       |
| 2017年（平成29年） | 27                 | 27,216             | 42,595             | 157                |                                          |
| 2018年（平成30年） | 27                 | 27,216             | 42,754             | 157                |                                          |
| 2019年（令和元年） | 27                 | 27,216             | 43,068             | 158                | 2020年3月27日18米車8節編組結束運行       |
| 2020年（令和02年） |                    |                    |                    |                    | 6月6日虎之門Hills站開業                  |

## 車站列表
- 車站編號往B線方向（中目黑往北千住的方向）增加。
- 所有車站均位於東京都內。
- 各站停車的列車，所有車站均會停靠（表中省略）。
- 下行（往久喜）的TH-LINER列車，全列車皆駛於霞關站 - 久喜站之間。另外，上行（往惠比壽）的TH-LINER列車在霞關站 - 惠比壽站間可自由乘車，只要有乘車券就可以上車。

停車站
●: 停靠、△: 只有上行（往惠比壽）列車停靠、◇: 運轉停車（東武鐵道跟東京地下鐵乘務交換）、｜: 通過
| 車站編號 | 中文站名             | 日文站名 | 英文站名 | 站間距離 | 累計距離 | TH-LINER | 接續路線、備註 | 所在地   |
| -------- | -------------------- | -------- | -------- | -------- | -------- | -------- | --- | -------- |
| H-01     | 中目黑               |          |          | -        | 0.0      |          | 東急電鐵： 東橫線（TY03） | 目黑區   |
| H-02     | 惠比壽               |          |          | 1.0      | 1.0      | △        | 東日本旅客鐵道： 山手線（JY21）、 埼京線（JA09）、 湘南新宿線（JS18） | 澀谷區   |
| H-03     | 廣尾                 |          |          | 1.5      | 2.5      | △        | | 港區     |
| H-04     | 六本木               |          |          | 1.7      | 4.2      | △        | 都營地下鐵： 大江戶線（E-23） | 港區     |
| H-05     | 神谷町               |          |          | 1.5      | 5.7      | △        | | 港區     |
| H-06     | 虎之門Hills          |          |          | 0.5      | 6.2      | △        | 東京地下鐵： 銀座線（經地下通道步行7分鐘至虎之門站轉乘：G-07） | 港區     |
| H-07     | 霞關                 |          |          | 0.8      | 7.0      | ●        | 東京地下鐵： 丸之內線（M-15）、 千代田線（C-08） | 千代田區 |
| H-08     | 日比谷               |          |          | 1.2      | 8.2      | ｜       | 東京地下鐵： 千代田線（C-09）、 有樂町線（有樂町：Y-18） 都營地下鐵： 三田線（I-08） 東日本旅客鐵道： 山手線（有樂町：JY30）、 京濱東北線（有樂町：JK25） | 千代田區 |
| H-09     | 銀座 （松屋·三越前） |          |          | 0.4      | 8.6      | ●        | 東京地下鐵： 銀座線（G-09）、 丸之內線（M-16）、 有樂町線（銀座一丁目：Y-19） | 中央區   |
| H-10     | 東銀座               |          |          | 0.4      | 9.0      | ｜       | 都營地下鐵： 淺草線（A-11） | 中央區   |
| H-11     | 築地 （本願寺前）    |          |          | 0.6      | 9.6      | ｜       | 東京地下鐵： 有樂町線（新富町：Y-20） | 中央區   |
| H-12     | 八丁堀               |          |          | 1.0      | 10.6     | ｜       | 東日本旅客鐵道： 京葉線（JE02） | 中央區   |
| H-13     | 茅場町               |          |          | 0.5      | 11.1     | ●        | 東京地下鐵： 東西線（T-11） | 中央區   |
| H-14     | 人形町               |          |          | 0.9      | 12.0     | ｜       | 都營地下鐵： 淺草線（A-14） 東京地下鐵： 半藏門線（水天宮前：Z-10） | 中央區   |
| H-15     | 小傳馬町             |          |          | 0.6      | 12.6     | ｜       | | 中央區   |
| H-16     | 秋葉原               |          |          | 0.9      | 13.5     | ●        | 東日本旅客鐵道： 山手線（JY03）、 京濱東北線（JK28）、 總武線（各站停車）（JB19） 首都圈新都市鐵道：筑波快線（TX01） 都營地下鐵： 新宿線（岩本町：S-08） | 千代田區 |
| H-17     | 仲御徒町             |          |          | 1.0      | 14.5     | ｜       | 東京地下鐵： 銀座線（上野廣小路：G-15） 都營地下鐵： 大江戶線（上野御徒町：E-09） 東日本旅客鐵道： 山手線（御徒町：JY04）、 京濱東北線（御徒町：JK29） | 台東區   |
| H-18     | 上野                 |          |          | 0.5      | 15.0     | ●        | 東京地下鐵： 銀座線（G-16） 東日本旅客鐵道： 東北新幹線、山形新幹線、秋田新幹線、北海道新幹線、上越新幹線、北陸新幹線、 山手線（JY05）、 京濱東北線（JK30）、 宇都宮線（東北本線）、高崎線（JU02）、 常磐線（快速）（JJ01）、 京成電鐵： 本線（京成上野：KS01） | 台東區   |
| H-19     | 入谷                 |          |          | 1.2      | 16.2     | ｜       | | 台東區   |
| H-20     | 三之輪               |          |          | 1.2      | 17.4     | ｜       | | 台東區   |
| H-21     | 南千住               |          |          | 0.8      | 18.2     | ｜       | 東日本旅客鐵道： 常磐線（快速）（JJ04） 首都圈新都市鐵道： 筑波快線（TX04） | 荒川區   |
| H-22     | 北千住               |          |          | 2.1      | 20.3     | ◇        | 東武鐵道： 伊勢崎線（東武晴空塔線）（TS-09）（直通運行至 日光線南栗橋站（只有TH-LINER 運行到伊勢崎線久喜站）） 東京地下鐵： 千代田線（C-18） 東日本旅客鐵道： 常磐線（快速）（JJ05）、 常磐線（各站停車） 首都圈新都市鐵道： 筑波快線（TX05）                   | 足立區   |

1. ↑  中目黑站為與其他公司接續的共同使用站，由東急電鐵管轄。
2. 1 2  2018年3月17日指定為轉乘站[17]
3. ↑  秋葉原站與岩本町站最近約150米，可以轉乘都營新宿線。岩本町站啟用初期並沒有指定轉乘車站，但自2013年3月16日起適用轉乘（東京地下鐵⇔都營地下鐵轉乘折扣適用）。參見PDF: 平成25年3月16日(土) 東京の地下鉄がさらに便利になりますPDF - 東京地下鉄、2013年2月15日
4. ↑  南千住站不被認為是轉乘站。3間公司均沒有聯絡業務（詳細參見南千住站）。
5. ↑  北千住站為與其他公司接續的共同使用站，由東武鐵道管轄。

### 來源
1. 1 2 3 4  東京地下鉄道日比谷線建設史、p.486。
2. ↑  . 東京都.   [2021-07-31]. （原始内容 (XLS)存档于2022-03-27）.
3. 1 2  東京メトロハンドブック2008
4. ↑  帝都高速度交通営団「東京地下鉄道日比谷線建設史」付属地図など。この建設史の刊行はラインカラー制定前の1969年である。
5. ↑   (新闻稿). 営団地下鉄. 2003-10-09  [2020-05-01]. （原始内容存档于2004-06-06） （日语）.
6. ↑  . RAIL FAN (鉄道友の会). 2004-01-01, 51 (1): 19 （日语）.
7. ↑   (PDF) (新闻稿). 東京急行電鉄. 2012-07-24  [2014-09-19]. （原始内容 (PDF)存档于2014-03-31）.
8. 1 2   (PDF) (新闻稿). 東京地下鉄. 2012-07-24  [2012-07-24]. （原始内容 (PDF)存档于2012-08-02）.
9. 1 2 3   (PDF) (新闻稿). 東京地下鉄. 2013-02-14  [2013-02-14]. （原始内容存档 (PDF)于2019-11-28）.
10. 1 2   (PDF) (新闻稿). 東武鉄道. 2013年2月14日  [2013年2月14日]. （原始内容 (PDF)存档于2013-02-28）.
11. ↑   (PDF) (新闻稿). 東京都交通局／東京地下鉄. 2013-02-15  [2020-05-01]. （原始内容 (PDF)存档于2019-12-27） （日语）.
12. ↑   (PDF) (新闻稿). 東京地下鉄／東武鉄道. 2014-04-30  [2020-05-01]. （原始内容 (PDF)存档于2019-12-02） （日语）.
13. ↑   (PDF) (新闻稿). 東京地下鉄／東武鉄道. 2015-06-17  [2020-05-01]. （原始内容 (PDF)存档于2019-09-11） （日语）.
14. ↑   (PDF) (新闻稿). 東京地下鉄. 2017-03-15  [2020-05-01]. （原始内容 (PDF)存档于2017-08-06） （日语）.
15. ↑   (PDF) (新闻稿). 東武鉄道. 2017-06-22  [2020-05-01]. （原始内容 (PDF)存档于2017-10-07） （日语）.
16. ↑   (PDF) (新闻稿). 東京地下鉄. 2018-01-24  [2020-05-01]. （原始内容 (PDF)存档于2018-02-02） （日语）.
17. 1 2  . 東京地下鉄. 2018-02-15  [2018-02-15].
18. 1 2  . 乗りものニュース. 2020-03-03  [2020-03-03]. （原始内容存档于2020-03-03）.
19. 1 2 3  . AERA. 2020-04-21  [2020-04-21]. （原始内容存档于2020-04-21）.
20. 1 2   (PDF) (新闻稿). 独立行政法人都市再生機構／東京地下鉄. 2019-11-11  [2019-11-11]. （原始内容 (PDF)存档于2019-11-11） （日语）.
21. 1 2   (PDF) (新闻稿). 東京地下鉄. 2020-05-14  [2020-05-14]. （原始内容 (PDF)存档于2020-05-14） （日语）.
22. ↑   (PDF) (新闻稿). 東京地下鉄. 2020-05-11  [2020-05-30]. （原始内容 (PDF)存档于2020-05-28） （日语）.
23. ↑   (PDF) (新闻稿). 東武鉄道／東京地下鉄. 2019-12-19  [2020-01-25]. （原始内容 (PDF)存档于2019-12-19） （日语）.
24. ↑  . 交通新聞 (交通新聞社). 1993-08-05: 2.
25. ↑  次のステージへと向かう東武鉄道唯一の18m車両、日比谷線第2世代車両20000系 （页面存档备份，存于） - @DIME 2018年5月27日
26. ↑   (PDF). 国土交通省: 3. 2020-09-27  [2020-09-27].[]
27. ↑  「都市交通年報」各年度版
28. ↑   (PDF). 神奈川県. 1987-09  [2015-05-10]. （原始内容 (PDF)存档于2015-01-13）.

## 外部連結
- 日比谷線/H | 路線、車站資訊 | 東京地下鐵 （页面存档备份，存于）
- 日比谷線的歷史 （页面存档备份，存于） - Metro archive album（公益財團法人地鐵文化財團）
- 帝都高速度交通營團「東京地下鐵道日比谷線建設史 （页面存档备份，存于）」 - Metro archive album（公益財團法人地鐵文化財團）